# Académie de commerce de Zrenjanin
L'académie de commerce de Zrenjanin (en serbe cyrillique : Трговачка академија ; en serbe latin : Trgovačka akademija) est située à Zrenjanin, dans la province de Voïvodine et dans le district du Banat central, en Serbie. Avec l'ensemble du quartier ancien de la ville, elle est inscrite sur la liste des entités spatiales historico-culturelles de grande importance de la république de Serbie (identifiant no PKIC 48) et, à ce titre, sur la liste des monuments culturels serbes de grande importance.

## Présentation

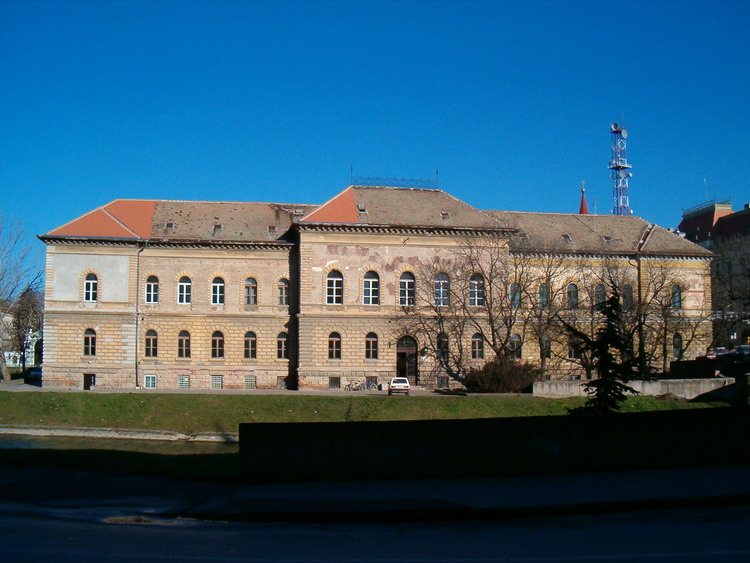
Vue depuis le Palais de justice

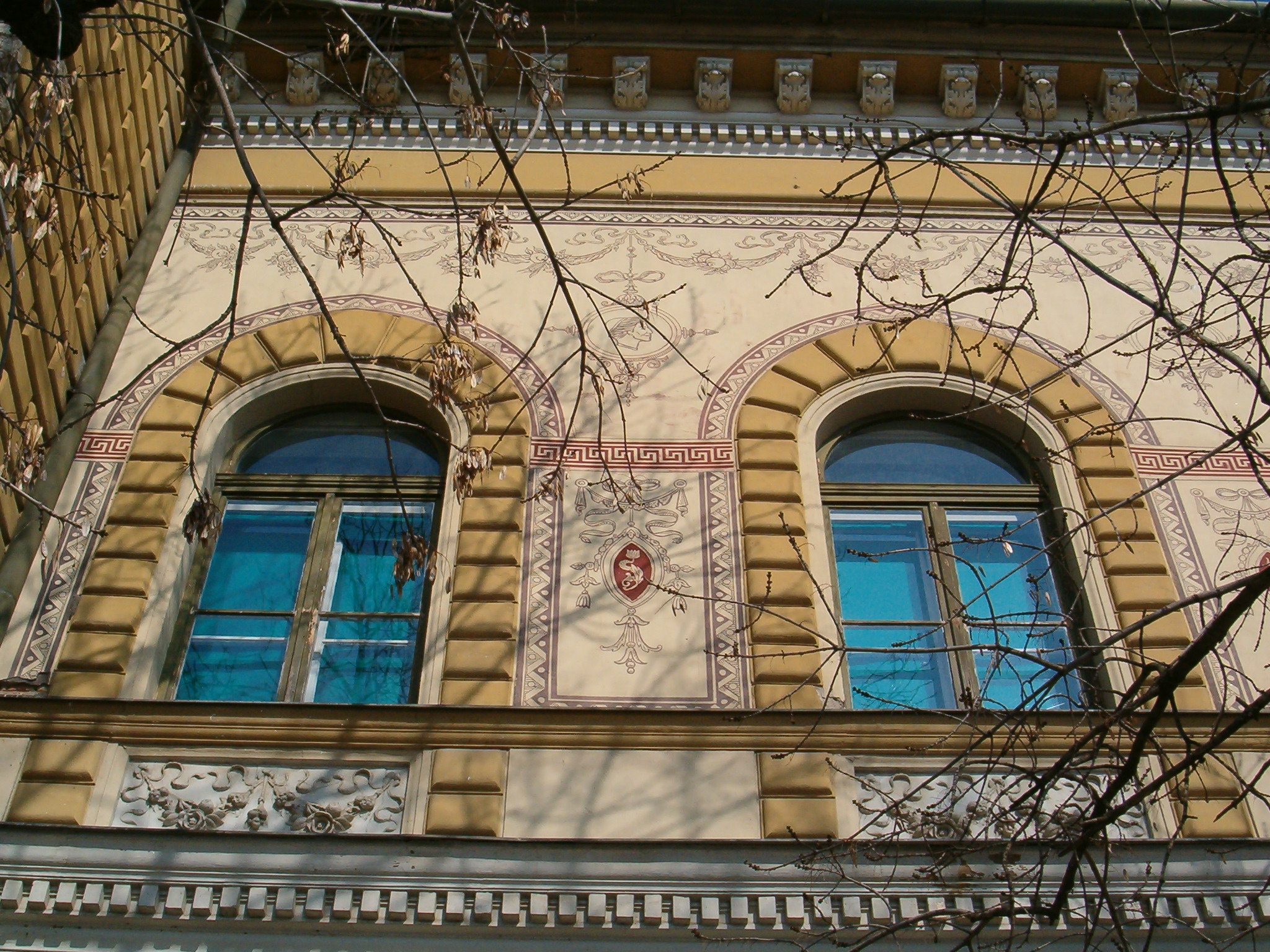
Détail de la décoration, avec l'emploi de la technique du sgraffito

L'ancienne académie de commerce, qui fait aujourd'hui partie de l'école de génie électrique et de génie civil Nikola Tesla, est située à l'angle de la rue Subotićeva et de l'Obala Sonje Marinković. Elle a été construite en 1892 sur des plans de l'architecte de Budapest István Kiss et se trouve en face du Palais de justice de la ville et dans la même rue que l'ancien Palais des finances, construit par Kiss en 1893, et aujourd'hui devenu musée national,.
Historiquement, elle apparaît comme l'une des écoles de commerce les plus anciennes de l'actuelle Serbie. Jusqu'à la Première Guerre mondiale, l'enseignement y était dispensé en hongrois ; après la guerre, elle est devenue une école serbe où les études s'effectuaient en quatre ans.
Comme dans la plupart des réalisations d'István Kiss, le bâtiment est inspiré par l'architecture de la Renaissance italienne, devenue particulièrement sensible après la parution du livre de Burckhardt sur la Civilisation de la Renaissance en Italie en 1860. Sur le plan horizontal, la division entre le rez-de-chaussée et le premier est soulignée par une corniche accentuée et par une corniche avec des gouttes courant au-dessous du toit. L'édifice est également rythmé par une avancée centrale sur la façade donnant sur un lac formé par l'ancien lit de la rivière Begej. Des balustrades, un alignement de fenêtres et des pilastres contribuent à la décoration de l'ensemble ; au niveau de l'étage les fenêtres en plein cintre sont entourées de motifs réalisés selon la technique du sgraffito.